# Igor Zubeldia
Igor Zubeldia Elorza (* 30. März 1997 in Azkoitia) ist ein spanischer Fußballspieler, der aktuell beim Erstligisten Real Sociedad unter Vertrag steht. Der defensive Mittelfeldspieler ist ehemaliger spanische U21-Nationalspieler und wurde mit der Auswahl im Jahr 2019 U21-Europameister.

## Karriere

### Verein
Igor Zubeldia wechselte 2008 in die Jugendabteilung des baskischen Vereins Real Sociedad. Zur Saison 2015/16 wurde er in die B-Mannschaft befördert und dort kam er regelmäßig zum Einsatz. Gute Leistungen veranlassten den Cheftrainer der ersten Mannschaft Eusebio Sacristán Igor Zubeldia für die letzten Ligaspiele der Saison in die erste Mannschaft zu beordern. Am 13. Mai 2016 (38. Spieltag) debütierte er in der höchsten spanischen Spielklasse, als er beim 1:0-Auswärtssieg gegen den FC Valencia in der Schlussphase der Partie für Rubén Pardo ins Spiel kam. In der nächsten Spielzeit 2016/17 lief er weiterhin für die B-Mannschaft auf, war parallel dazu aber auch in einigen Ligaspielen der Herren im Spieltagskader gelistet und bestritt vier Einsätze.
Zur Saison 2017/18 wurde er endgültig in die Profimannschaft der Sanse befördert, verletzte sich jedoch in der Vorbereitung und verpasste deshalb den Saisonauftakt. Nach seiner Wiedergenesung etablierte er sich allmählich in der Startformation. Am 20. Dezember 2017 (17. Spieltag) erzielte Zubeldia sein erstes Ligator für Real Sociedad. Er traf beim 3:1-Heimsieg gegen den FC Sevilla in der 76. Minute, nachdem er 30 Sekunden zuvor eingewechselt worden war. Die Spielzeit 2017/18 beendete er mit 24 Ligaeinsätzen, in denen er ein Tor erzielte und zwei weitere Treffer vorbereitete. Am 29. Juni 2018 verlängerte Zubeldia seinen Vertrag bis 2024. In dieser Saison 2018/19 war der defensive Mittelfeldspieler bereits ein fester Bestandteil der Startelf und kam in 33 Ligaspielen zum Einsatz, in denen er ohne Torerfolg blieb. Auch in der nächsten Spielzeit 2019/20 bestritt er 33 Ligaspiele.

### Nationalmannschaft
Im September 2018 war Igor Zubeldia erstmals für die spanische U21-Nationalmannschaft im Einsatz. Er nahm mit der Auswahl an der U21-Europameisterschaft 2019 in Italien und San Marino teil. Dort kam er in einem Spiel zum Einsatz und wurde mit La Rojita Europameister.

## Erfolge
Real Sociedad
- Copa del Rey: 2020

Spanien U21
- U21-Europameister: 2019